# بطولة إفريقيا للجودو 2020
بطولة أفريقيا للجودو 2020 هي النسخة 39 من بطولة أفريقيا للجودو، أقيمت في أنتاناناريفو (مدغشقر) بين 20 و22 ماي 2020.